# کلیسای سنت نیکولاس در تولماچی
کلیسای سنت نیکلاس در تولماچی (روسی: Храм Святителя Николая в Толмачах، ت. «Khram Svyatityelya Nikolaya v Tolmachakh») هم یک کلیسای خانگی ارتدکس روسی و هم یک موزه است که بخشی از گالری ایالتی ترتیاکوف واقع در مسکو است. این کلیسا محل نگهداری چندین یادگار و نماد مذهبی، از جمله مجسمه بانوی ولادیمیر است که از نظر فرهنگی اهمیت دارد.
کلیسای سنت نیکلاس در تولماچی که اولین بار در سال ۱۶۲۵، زمانی که یک کلیسای چوبی بود، از آن یاد شد، از آن زمان تاکنون چندین بازسازی و مرمت را پشت سر گذاشته است. این کلیسا در نهایت در سال ۱۹۲۹ بسته شد و به یک انبار آثار هنری متروکه تبدیل شد. پس از توافقی منحصر به فرد بین پاتریارک و گالری در سال ۱۹۹۳، خدمات مذهبی از سر گرفته شد.

## پیشینه

### وابستگی‌ها
کلیسای سنت نیکلاس در تولماچی، به عنوان یک کلیسای خانگی، هم به گالری دولتی ترتیاکوف و هم به کلیسای جامع مسکو وابسته است. این کلیسای مدرن هم به عنوان یک کلیسا برای کارمندان گالری و هم به عنوان یک موزه برای عموم مردم فعالیت می‌کند. در حالی که مراسم مذهبی هنوز در کلیسا برگزار می‌شود، بازدیدکنندگان فقط می‌توانند از طریق گالری ترتیاکوف وارد کلیسا شوند. آثار مذهبی در محیط‌های ویژه با آب و هوای کنترل‌شده نگهداری می‌شوند تا از حفظ آنها اطمینان حاصل شود.
در کلیسای ارتدکس روسیه، کلیسای سنت نیکلاس در تولماچی تحت دانشکده مسکوورتسکی قرار دارد. و اسقف‌نشین شهری مسکو.

### نام
نام این کلیسا از محل سکونت قدیمی تولماچی، محل سکونت مترجمان تاتار، واقع در جایی که اکنون کوچه قدیمی تولماچفسکی می‌شود، گرفته شده است. در مسکو. این مترجمان در اصل برای خدمت به اردوی زرین در زمان یوغ تاتار به این منطقه مهاجرت کرده بودند.

## تاریخچه

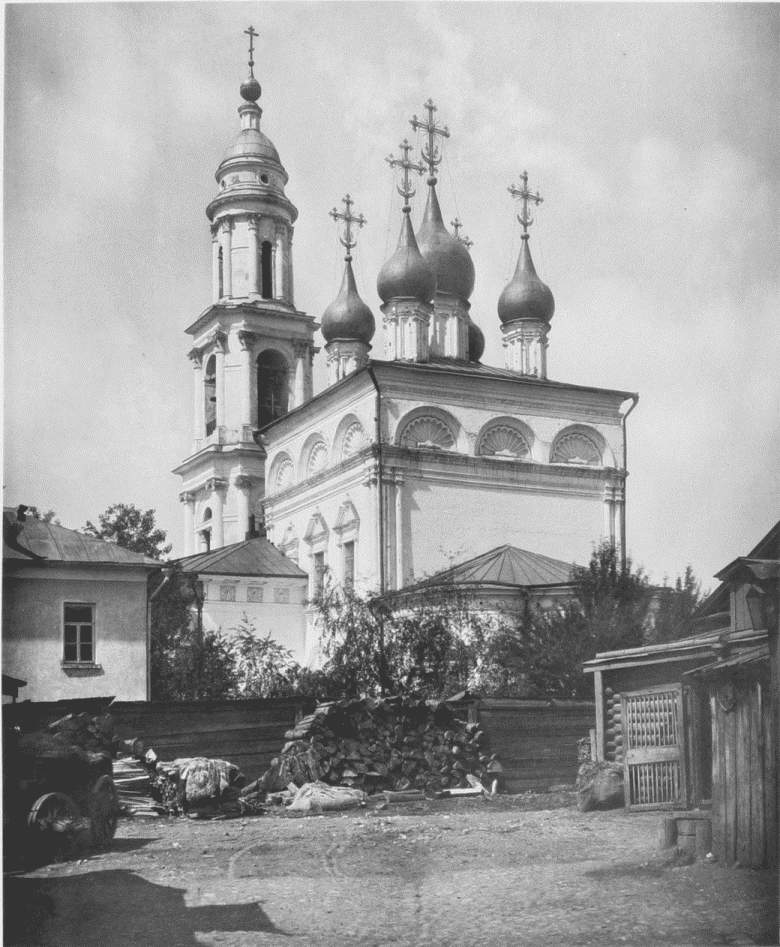
عکسی از کلیسا که در سال ۱۸۸۳ گرفته شده است

### آغازها
نسخه اولیه کلیسا، همان‌طور که در یک کتاب مربوط به سال ۱۶۲۵ ذکر شده است، چوبی بود. در مارس ۱۶۸۷، پاتریارک یواخیم برای مراسم عشای ربانی از کلیسا بازدید کرد، که عموماً نشان می‌داد این کلیسا اعضای اشراف و افراد بسیار محترمی داشته است. در سال ۱۶۹۷، یکی از اعضای کلیسای رستاخیز در کاداشی، به نام لونگین دوبرینین، کلیسای سنگی پنج گنبدی را به جای کلیسای چوبی ساخت.
با تلاش اکاترینا لازارونا دمیدووا، کلیسای کوچک پوکروفسکی در سال ۱۷۷۰ ساخته شد.دمیدووا، یک بیوه، علی‌رغم ممنوعیت رایج تقدیس محراب به نام مریم مقدس، به دنبال تقدیس کلیسای کوچکی به نام او بود. در آن زمان، کلیسای ارتدکس روسیه ترجیح می‌داد کسانی که به مریم مقدس ادای احترام می‌کنند، آن را به یکی از روزهای جشن او اختصاص دهند. در نتیجه، دمیدووا تصمیم گرفت کلیسای کوچک را به جشن شفاعت اختصاص دهد و در همان سال ساخت، این کلیسا تقدیس شد. با این حال، به یادبود تمایل اولیه او برای معبدی به افتخار مریم، نماد «غم‌هایم را برآورده کن» که دمیدووا در ابتدا برای کلیسا می‌خواست، بعداً نصب شد.

### بدشانسی و تعطیلی نهایی
تقریباً در همین زمان بود که کلیسای جامع دو بار دچار فاجعه شد. اولاً، در زمان ساخت کلیسا، طاعون روسی ۱۷۷۰–۱۷۷۲ در پی خود ویرانی‌های زیادی به بار آورد. ثانیاً، در طول حمله فرانسه به روسیه، بسیاری از ساختمان‌های اطراف در آتش‌سوزی ویران شدند و مسکو ویران شد. اگرچه خود کلیسای سنت نیکلاس در اصل زنده ماند، اما این بدون هزینه نبود. کشیش آن زمان، جان آندریف، هنگام تلاش برای محافظت از آن توسط نیروهای مهاجم فرانسوی کشته شد.
با اجازه اسقف کلانشهر فیلارت مسکو، در سال ۱۸۳۴ یک برج ناقوس جدید به همراه یک سالن غذاخوری بازسازی شده اضافه شد. در سال قبل، برج ناقوس قدیمی پس از بیش از ۱۵۰ سال استفاده، دچار نقص شده بود، بنابراین فیلارت درخواست کلیسا را برای نصب برج ناقوس جدید و همچنین شروع بازسازی کلی ساختمان اصلی تا زمانی که کلیسای اصلی «در یک وضعیت باستانی» باقی بماند، تصویب کرد. برای این کار، از خدمات معمار برتر، اف.ام. شستاکوف، که در ساخت کلیسای بزرگ عروج کمک کرده بود، با موفقیت استفاده شد. هنگامی که برج ناقوس و سالن غذاخوری جدید تکمیل شدند، فیلارت خطبه‌ای برای تقدیس کلیسای سنت نیکلاس ایراد کرد. اگرچه این برج ناقوس‌ها دوامی نداشتند، اما دیوارها در این زمان با سنگ مرمر مصنوعی پوشیده شده بودند، اما به دلیل لکه‌های مداوم، مجبور شدند با نقاشی‌های دیواری پوشانده شوند.
بازسازی کلی کلیسا بیش از ۲۰ سال تا اکتبر ۱۸۵۸ به طول انجامید.
چند سال پس از انقلاب روسیه، کلیسا تحت حکومت شوروی در وضعیت بدی قرار داشت. پس از مرگ کشیش سابق کلیسا، الدر الکسی زوسیموفسکی، کلیسا در عید پاک ۱۹۲۹ تعطیل شد خیلی زود به گالری ترتیاکوف منتقل شد که از کلیسا به عنوان انبار استفاده می‌کرد و آن را به حال خود رها کرد. بالای برج ناقوس شکسته شد و ناقوس‌ها به قطعاتی تقسیم شدند. زمانی که گالری در سال ۱۹۸۳ کار مرمت اساسی کلیسا را آغاز کرد، معبد بیش از ۵۰ سال خالی مانده بود. با این حال، با شروع دهه، برج ناقوس توانست به‌طور کامل مرمت شود.

### بازگشایی
تا سال ۱۹۹۳، پس از توافقی که بین کلیسای ارتدکس روسیه و گالری دولتی صورت گرفت، معبد برای عبادت بازگشایی نشد.
در سپتامبر ۱۹۹۶، محراب اصلی مرمت‌شدهٔ کلیسا توسط پاتریارک مسکو و تمام روسیه، الکسی دوم، تقدیس شد. یک سال بعد، مرمت ساختمان تکمیل شد و تقریباً ۳۰۰ سال پس از اولین ساخته شدنش با سنگ، به یک کلیسای خانگی فعال تبدیل شد. در طول این فرایند، بهبودهای امنیتی برای نگهداری و نمایش آثار هنری اضافه شد و یک گذرگاه زیرزمینی نیز برای اتصال آن به گالری دولتی ترتیاکوف ساخته شد.

## استفاده اخیر

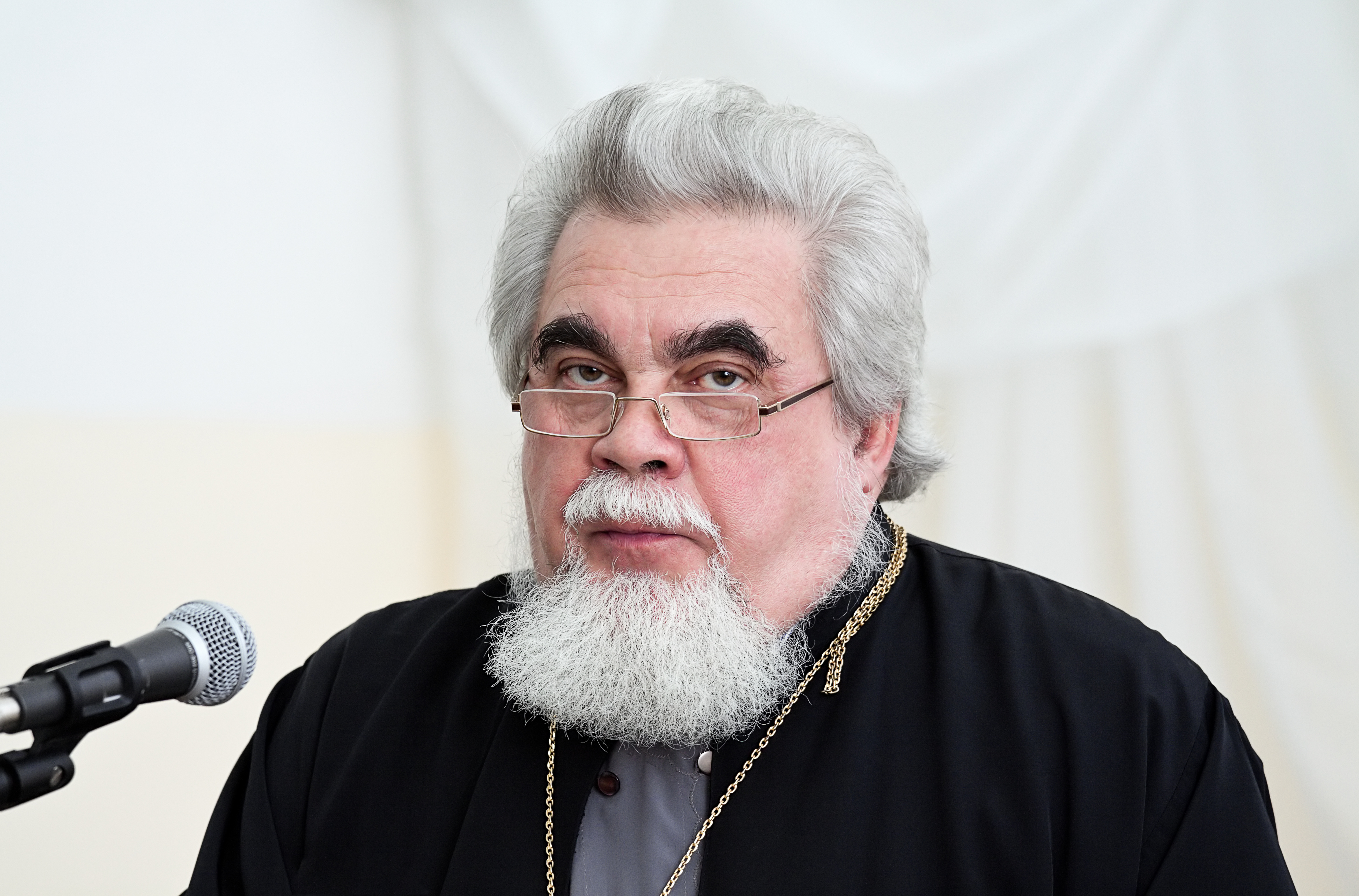
کشیش اعظم نیکولای سوکولوف

در سال ۲۰۰۹، شمایل «ایورسکایا» از گالری به کلیسا منتقل شد. این شمایل پیش از تخریب در سال ۱۹۲۹ در کلیسای ایورسکایا قرار داشت. تثلیث نیز در طول جشن تثلیث مقدس در کلیسا نگهداری می‌شود. در ۱۲ دسامبر ۲۰۱۲، گالری ترتیاکوف تصمیم گرفت تا یادگارهای بیش از ۳۰ قدیس را به کلیسا منتقل کند.
این کلیسا مشهورترین محل نگهداری شمایل روسی معروف به بانوی ما از ولادیمیر است. این شمایل عموماً یکی از گرامی‌ترین نمادها در تاریخ روسیه محسوب می‌شود.
تا تاریخ ۲۰۱۸, کشیش اعظم نیکولای سوکولوف، رئیس کلیسای سنت نیکلاس در تولماچی است.